# Preguiça-comum
A preguiça-comum, preguiça-marmota, preguiça-de-bentinho, preguiça-de-óculos, preguiça-carneira, preguiça-de-garganta-marrom (nome científico: Bradypus variegatus) ou tauta (em língua kwazá) é uma espécie de brádipo ou preguiça-de-três-dedos encontrada na região neotropical da América Central e do Sul. É a mais comum das quatro espécies de preguiça-de-três-dedos e é encontrada nas florestas da América do Sul e Central./

## Descrição
A preguiça-comum tem tamanho semelhante e se compara à maioria das outras espécies de preguiças-de-três-dedos, com machos e fêmeas tendo 42 a 80 centímetros (17 a 31 polegadas) de comprimento total do corpo. A cauda é relativamente curta, apenas 2,5 a 9 centímetros (1,0 a 3,5 polegadas) de comprimento. Os adultos pesam de 2,25 a 6,3 quilos (5,0 a 13,9 libras), sem diferença significativa de tamanho entre homens e mulheres. Cada pé tem três dedos, terminando em garras longas e curvas, com 7 a 8 centímetros (2,8 a 3,1 polegadas) de comprimento nas patas dianteiras e 5 a 5,5 centímetros (2,0 a 2,2 polegadas) nas patas traseiras.
A cabeça é arredondada, com um nariz rombudo e orelhas imperceptíveis. Como acontece com outras preguiças, a preguiça-comum não tem incisivos ou caninos, e os dentes da bochecha são simples e parecidos com pinos. Não têm vesícula biliar, ceco ou apêndice. Tem pelo marrom-acinzentado a bege no corpo, com pelo marrom mais escuro na garganta, nas laterais do rosto e na testa. O rosto é geralmente mais pálido, com uma faixa de pelos muito escuros passando sob os olhos.
Os pelos protetores são muito ásperos e rígidos, e recobrem uma camada de pelo muito mais macia de subpelagem. Os pelos são incomuns por não possuírem uma medula central e apresentarem numerosas rachaduras microscópicas em sua superfície. Essas rachaduras hospedam várias espécies comensais de algas, incluindo Rufusia pillicola, Dictyococcus bradypodis e Chlorococcum choloepodis. As algas geralmente estão ausentes no cabelo de preguiças jovens e também podem estar ausentes em indivíduos particularmente idosos, quando a cutícula externa do cabelo foi perdida. O cabelo da preguiça também contém uma rica flora fúngica. Foi demonstrado que certas cepas de fungos que crescem em pele de preguiça-comum possuem qualidades antiparasitárias, anticancerígenas e antibacterianas.
Em partes de seu alcance, a preguiça-comum se sobrepõe ao alcance da preguiça-de-hoffmann (Choloepus hoffmanni). Onde essa sobreposição ocorre, a preguiça-comum tende a ser menor e mais numerosa do que seu parente, sendo mais ativa em mover-se pela floresta e manter mais atividade diurna.

## Habitat e distribuição
A preguiça-comum é a mais difundida e comum das preguiças-de-três-dedos. É encontrada desde Honduras, no norte, passando pela Nicarágua, Costa Rica e Panamá até a Venezuela, Colômbia, Equador, Bolívia, Brasil e leste do Peru. Provavelmente não é encontrado imediatamente ao norte da floresta Amazônica ou a leste do rio Negro, embora sua semelhança com a preguiça-de-bentinho (Bradypus tridactylus) encontrada nessas regiões tenha levado a alguma confusão no passado.

## Comportamento e dieta

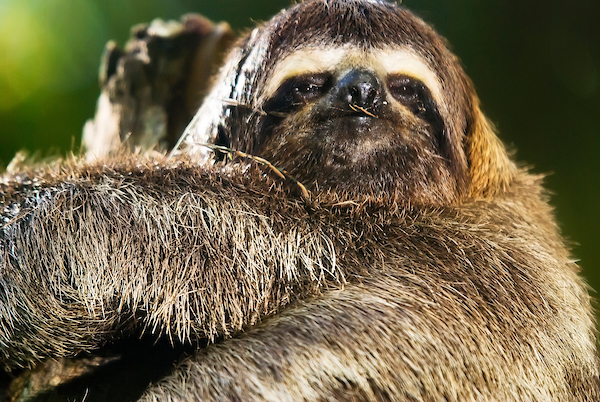

As preguiças-marrons dormem de 15 a 18 horas todos os dias e são ativas apenas por breves períodos de tempo, que podem ser durante o dia ou à noite, particularmente relacionados com o período de alimentação, digestão e saciação. Embora possam caminhar pelo solo e até mesmo nadar, passam a maior parte de suas vidas nos galhos altos das árvores, descendo uma vez a cada oito dias para defecar no solo. Garras grandes e curvas e músculos adaptados especificamente para força e resistência as ajudam a segurar fortemente os galhos das árvores. São capazes de resistir à suspensão invertida por longos períodos de tempo devido a aderências fibrinosas que prendem seus órgãos (como fígado e estômago) às costelas inferiores. Como as fezes e a urina podem representar até um terço do peso corporal, essa adaptação evita que esses órgãos pressionem os pulmões quando pendurados de cabeça para baixo, facilitando a respiração. Animais adultos são solitários, exceto quando criam filhotes, e os machos lutam entre si usando suas garras dianteiras.
As preguiças-comuns habitam o alto dossel da floresta, onde comem as folhas novas de uma grande variedade de árvores diferentes. Alimentam-se das folhas de embaúba, figueira e ingazeira, sendo que desta última também são aproveitados os frutos. Para digestão de tamanhas quantidades de fibras, possuem estômago poligástrico, divididos em três regiões (cárdia, fundo e piloro) que capacitam a realização dos processos digestivos através de fermentação gástrica.
Não viajam muito, com áreas residenciais de apenas 0,5 a 9 hectares (1,2 a 22,2 acres), dependendo do ambiente local. Numa faixa típica de 5 hectares (12 acres), uma preguiça-comum visitará cerca de 40 árvores e pode se especializar em uma espécie em particular, passando até 20% do seu tempo numa única árvore. Assim, embora a espécie seja generalista, alguns indivíduos podem se alimentar de uma gama relativamente estreita de tipos de folhas. Por necessitarem de pouca água para processos fisiológicos, a ingestão de água pelas preguiças é limitada aos alimentos, disto parte a preferência e seletividade destes animais por folhas mais jovens, que vão apresentar menores concentrações de fatores antinutricionais e maiores concentrações de açúcares, água e proteínas Apesar disso, foram observadas preguiças bebendo diretamente dos rios.
Além das algas em sua pele, as preguiças também vivem comensalmente com várias espécies de mariposas-das-preguiças, incluindo a Cryptoses choloepi, que vive em sua pele e deposita seus ovos no esterco., além de diversos outros artrópodes Onças-pintadas e gaviões-reais (Harpia harpyja) estão entre os poucos predadores naturais da preguiça-de-garganta-marrom. Observou-se que a gavião-carrapateiro forrageia à procura de pequenos invertebrados na pele das preguiças, aparentemente sem que a preguiça seja perturbada pela atenção. Devido ao desmatamento e as queimadas no seu habitat natural, é possível encontrar preguiças em fuga em áreas próximas às cidades, tornando estes animais presas fáceis para caçadores ilegais

## Reprodução
As preguiças-comuns têm um sistema de acasalamento polígino. Estudos com a preguiça-comum indicam que o acasalamento é mais comum entre janeiro e março, pelo menos na parte norte de sua distribuição, mas isso pode variar em outros lugares. A gestação dura pelo menos sete meses, e o filhote solteiro nasce totalmente peludo e com garras. As preguiças jovens se agarram à barriga da mãe por cinco meses ou mais, mesmo que sejam totalmente desmamadas depois de apenas quatro a cinco semanas.
As glândulas mamárias das fêmeas não armazenam quantidades significativas de leite como a maioria dos outros mamíferos, uma vez que a preguiça infantil permanece presa ao mamilo o tempo todo e consome o leite assim que é gerado. Os jovens começam a ingerir alimentos sólidos já quatro dias após o nascimento, inicialmente lambendo as partículas de comida da boca da mãe. Esse processo aparentemente permite que identifiquem rapidamente as folhas comestíveis, e as preguiças jovens geralmente têm as mesmas preferências por tipos de folhas que suas mães.

## Taxonomia
A preguiça-comum foi descrita pela primeira vez por Heinrich Rudolf Schinz em 1825 a partir de um espécime sul-americano. O tipo nomenclatural foi posteriormente especificado como "provavelmente Bahia (Brasil)" por Robert Mertens em 1925. As sete subespécies reconhecidas da preguiça-comum, embora nem todas sejam facilmente distinguíveis, são:
- B. v. boliviensis Gray, 1871
- B. v. brasiliensis Blainville, 1840
- B. v. ephippiger Philippi, 1870
- B. v. gorgon Thomas, 1926
- B. v. infuscatus Wagler, 1831
- B. v. trivittatus Cornalia, 1849
- B. v. variegatus Schinz, 1825

O parente vivo mais próximo da espécie é a preguiça-de-bentinho (Bradypus tridactylus), que tem uma aparência muito semelhante, exceto pela cor do pelo ao redor da garganta. Estima-se que as duas espécies tenham divergido apenas 400 000 anos atrás, enquanto seus ancestrais divergiram da preguiça-de-coleira há mais de 7 milhões de anos.

## Conservação
A preguiça-comum é classificada como "criticamente em periga" ou "provavelmente extinta" na Argentina. Nessa república, foi registrada em seu extremo noroeste - na região de Orão (Salta) - e no extremo nordeste - em Missões -, em ambos os casos por Eduardo Holmberg. O último registro do nordeste é de meados do século XX, com a captura no departamento de São Pedro (província de Missões), embora o exemplar se tenha perdido. A única pele de um espécime capturado na Argentina está no Museu Field de História Natural da cidade de Chicago, estado de Ilinóis (Estados Unidos); é oriunda de "Jujui" e leva o número 21672. A caça intensa, para usar sua pele para fazer "sobrepostos" usado no "apero crioulo" (sob o nome de "sobrepostos de perigo ligeiro") e a destruição e colonização das matas missionárias e dos iungas, acabaram com as populações meridionais da espécie, já que também seria extinta no sul da Bolívia e no Brasil.